# Stoney (musikalbum)
Stoney är debutalbumet från den amerikanska rapparen och sångaren Post Malone. Det släpptes den 9 december 2016 och föregicks av fem singlar; White Iverson, Too Young, Go Flex, Deja Vu med Justin Bieber, och Congratulations med Quavo. 
Stoney blev en stor succé för Malone. Albumets första singel White Iverson, vilken även var Malones debutsingel, hamnade som högst på plats 14 på Billboard Hot 100, och den var inte ensam att ta sig in där. Det gjorde även Go Flex som tog sig som högst till plats nummer 76, Deja Vu som högst på plats 75 och Congratulations som kom så högt som på plats 8.

## Bakgrund[3]
Albumets första singel och Malones debutsingel White Iverson släpptes den 14 augusti 2015, efter att den tidigare hade lagts upp på SoundCloud den 4 februari samma år och sett stor succé på plattformen.
Malones andra singel Too Young släpptes den 9 oktober 2015.
Den tredje singeln Go Flex släpptes den 21 april 2016.
I en intervju med Zane Lowe på Apple Music den 20 juli 2016 avslöjade Malone att hans debutalbum skulle heta Stoney och att det skulle släppas den 26 augusti samma år. Malone släppte sin debut-mixtape August 26th den 12 maj, där dess titel var en referens till debutalbumets släppdatum. Släppet sköts dock upp, och Malone fortsatte istället att släppa singlar som marknadsföring.
Albumets fjärde singel Deja Vu var ett samarbete med den kanadensiska sångaren Justin Bieber, med vilken Malone hade utvecklat en vänskap efter att ha varit uppvärmningsakt åt Bieber på hans Purpose-turné. Låten släpptes den 9 september.
Den femte och sista singeln innan albumsläppet, samt den första marknadsföringssingeln, Congratulations med Quavo, släpptes den 4 november. Singeln höll sig kvar på Billboard Hot 100 i 50 veckor, vilket är den tredje längsta tiden en låt av Malone hållit sig kvar på listan.
Malone avslöjade via Twitter den 8 december 2016 att Stoney skulle släppas vid midnatt.

## Låtlista
| 1.           | Broken Whiskey Glass        | 3:53  |
| 2.           | Big Lie                     | 3:27  |
| 3.           | Deja Vu (med Justin Bieber) | 3:54  |
| 4.           | No Option                   | 2:59  |
| 5.           | Cold                        | 4:28  |
| 6.           | White Iverson               | 4:16  |
| 7.           | I Fall Apart                | 3:43  |
| 8.           | Patient                     | 3:14  |
| 9.           | Go Flex                     | 2:59  |
| 10.          | Feel (med Kehlani)          | 3:17  |
| 11.          | Too Young                   | 3:57  |
| 12.          | Congratulations (med Quavo) | 3:40  |
| 13.          | Up There                    | 3:14  |
| 14.          | Yours Truly, Austin Post    | 3:39  |
| Total längd: | Total längd:                | 50:40 |

| 15.          | Leave                              | 5:24  |
| 16.          | Hit This Hard                      | 4:09  |
| 17.          | Money Made Me Do It (med 2 Chainz) | 3:44  |
| 18.          | Feeling Whitney                    | 4:17  |
| Total längd: | Total längd:                       | 68:14 |

| 19. | Broken Whiskey Glass - Instrumental     | 3:57 |
| 20. | Big Lie - Instrumental                  | 3:23 |
| 21. | Deja Vu - Instrumental                  | 3:56 |
| 22. | No Option - Instrumental                | 2:57 |
| 23. | Cold - Instrumental                     | 4:29 |
| 24. | I Fall Apart - Instrumental             | 3:41 |
| 25. | Patient - Instrumental                  | 3:15 |
| 26. | Go Flex - Instrumental                  | 2:58 |
| 27. | Feel - Instrumental                     | 3:16 |
| 28. | Too Young - Instrumental                | 3:47 |
| 29. | Congratulations - Instrumental          | 3:40 |
| 30. | Up There - Instrumental                 | 3:16 |
| 31. | Yours Truly, Austin Post - Instrumental | 3:38 |
| 32. | Leave - Instrumental                    | 5:25 |
| 33. | Hit This Hard - Instrumental            | 4:09 |
| 34. | Money Made Me Do It - Instrumental      | 3:41 |